# Chaetomitrium speciosum
Chaetomitrium speciosum är en bladmossart som beskrevs av Mitten in Seemann 1873. Chaetomitrium speciosum ingår i släktet Chaetomitrium och familjen Hookeriaceae. Inga underarter finns listade i Catalogue of Life.